# Thomas Watson (football)
Pour les articles homonymes, voir Thomas Watson (homonymie).
Thomas Watson est un footballeur anglais né le 8 avril 2006 à Horden en Grande-Bretagne. Il joue actuellement comme ailier pour le club de Sunderland qui évolue en EFL Championship.

## Carrière en club
Thomas Watson a fait ses débuts professionnels pour Sunderland le 18 avril 2023, apparaissant comme remplaçant lors d'une rencontre du championnat EFL contre Huddersfield Town,. Malgré une blessure au dos qui l'empêche de jouer au début de la saison 2023-24, celui-ci a signé un nouveau contrat de trois ans avec Sunderland en septembre 2023,.
Le 7 décembre 2024, il marque ses premiers buts en championnat de sa carrière professionnelle lors d'une victoire 2-1 en championnat EFL contre Stoke City.
Le 1er avril 2025, Watson a été annoncé comme rejoignant le club de Brighton et Hove Albion, équipe de Premier League, pour un montant non divulgué. Il rejoindra officiellement le club au début de la prochaine fenêtre de transfert. Un mois plus tard, le 24 mai, il marque un but dans le temps additionnel de la rencontre qui permet à son équipe de remporter la rencontre contre Sheffield United avec un score de 2-1 lors de la finale des barrages du championnat, assurant le retour de Sunderland en Premier League pour la première fois depuis 2017.

## Style de jeu
Watson est connu pour son rythme.

## Carrière internationale
Watson a fait ses débuts avec l'équipe d'Angleterre des moins de 17 ans en janvier 2023. Le même mois, il a marqué son premier but en équipe d'Angleterre U17 lors d'une victoire 6-0 contre l'Allemagne U17,.
Watson a fait ses débuts avec l'Angleterre des moins de 18 ans lors d'un match nul 1-1 contre la Belgique à Marbella le 11 octobre 2023.

## Statistiques
| Saison                | Club                  | Championnat           | Championnat | Championnat | Coupe nationale | Coupe nationale | Coupe de la Ligue | Coupe de la Ligue | Play-offs | Play-offs | Total | Total |
| Saison                | Club                  | Division              | M.          | B.          | M.              | B.              | M.                | B.                | M.        | B.        | M.    | B.    |
| 2022-2023             | Sunderland AFC        | 2                     | 1           | 0           | 0               | 0               | 0                 | 0                 | -         | -         | 1     | 0     |
| 2023-2024             | Sunderland AFC        | 2                     | 1           | 0           | 0               | 0               | 0                 | 0                 | -         | -         | 1     | 0     |
| 2024-2025             | Sunderland AFC        | 2                     | 20          | 2           | 0               | 0               | 1                 | 0                 | 1         | 1         | 22    | 3     |
| Sous-total            | Sous-total            | Sous-total            | 22          | 2           | 0               | 0               | 1                 | 0                 | 1         | 1         | 24    | 3     |
| Total sur la carrière | Total sur la carrière | Total sur la carrière | 22          | 2           | 0               | 0               | 1                 | 0                 | 1         | 1         | 24    | 3     |

## Honneurs
Sunderland
- Barrages du Championnat EFL : 2025 [14].